# Jardin de Saint-Adrien
 (mars 2025).
Le jardin de Saint-Adrien est un jardin paysager situé sur la commune de Servian dans le département de l'Hérault, en France. Cette propriété privée exploitée commercialement occupe l'emplacement de l'ancienne carrière de pierre Saint-Adrien. En 2017, le jardin est le lieu d'un meurtre dont l'auteur est le propriétaire des lieux.

## Histoire

### Création du jardin
Le jardin occupe l'emplacement d'une ancienne carrière de tuf basaltique exploitée depuis le Moyen Âge jusqu'au milieu du XIXe siècle. La carrière a été abandonnée et servait de décharge de gravats. Les tufs proviennent du volcan de Saint-Thibéry et de celui d'Agde. Les carriers y ont taillé des cavités ou des marches sombres et géométriques[réf. nécessaire].
Daniel Malgouyres, le créateur du jardin, fils de viticulteur, a joué, enfant, dans ces carrières quand il accompagnait son père à la vigne. Adulte, il les a achetées avec le projet de les réhabiliter. Avec l'aide de son épouse Françoise, il débroussaille les genêts et les ronces, vide les gravats et les carcasses de voitures et comble certains vides. Ce sont 4 hectares de terrain qui sont mis en valeur. Le projet sera retardé par l'incertitude qui règne sur le trajet de l'autoroute A75 qui passera finalement à proximité et non sur la carrière[source insuffisante].

### Meurtre
Le 5 octobre 2017, un cambrioleur y est abattu par le propriétaire, Daniel Malgouyres, après s'être introduit sur les lieux avec un complice. Alors qu'il plaide la légitime défense, Daniel Malgouyres est accusé d'avoir organisé toute l’affaire afin d'effrayer sa femme, avec qui il était en instance de divorce, et de lui voler de l'argent. Fin 2021, la cour d’assises de l'Hérault le condamne à 18 ans de prison, une peine réduite à 15 ans en appel,.

## Description
Le tuf est imperméable. Le fond du banc de pierre n'a pas été atteint, les bassins retiennent l'eau naturellement. L'eau, élément essentiel du jardin, provient de retenues collinaires, elle est acheminée par des canaux[source insuffisante].

### Bassins
Plusieurs bassins sont aménagés, utilisant les découpes laissées en place, avec leurs « marches ». Des plantes aquatiques comme les myriophylles, les nymphéas, scirpes sont installées au fond et sur les bords des bassins pour établir un écosystème aquatique. Des algues ont colonisé l'espace en étant amenée par la boue collée aux pattes des oiseaux aquatiques. Des poissons ont été introduits, dont des carpes koï, des carpes amour et des black bass[source insuffisante].

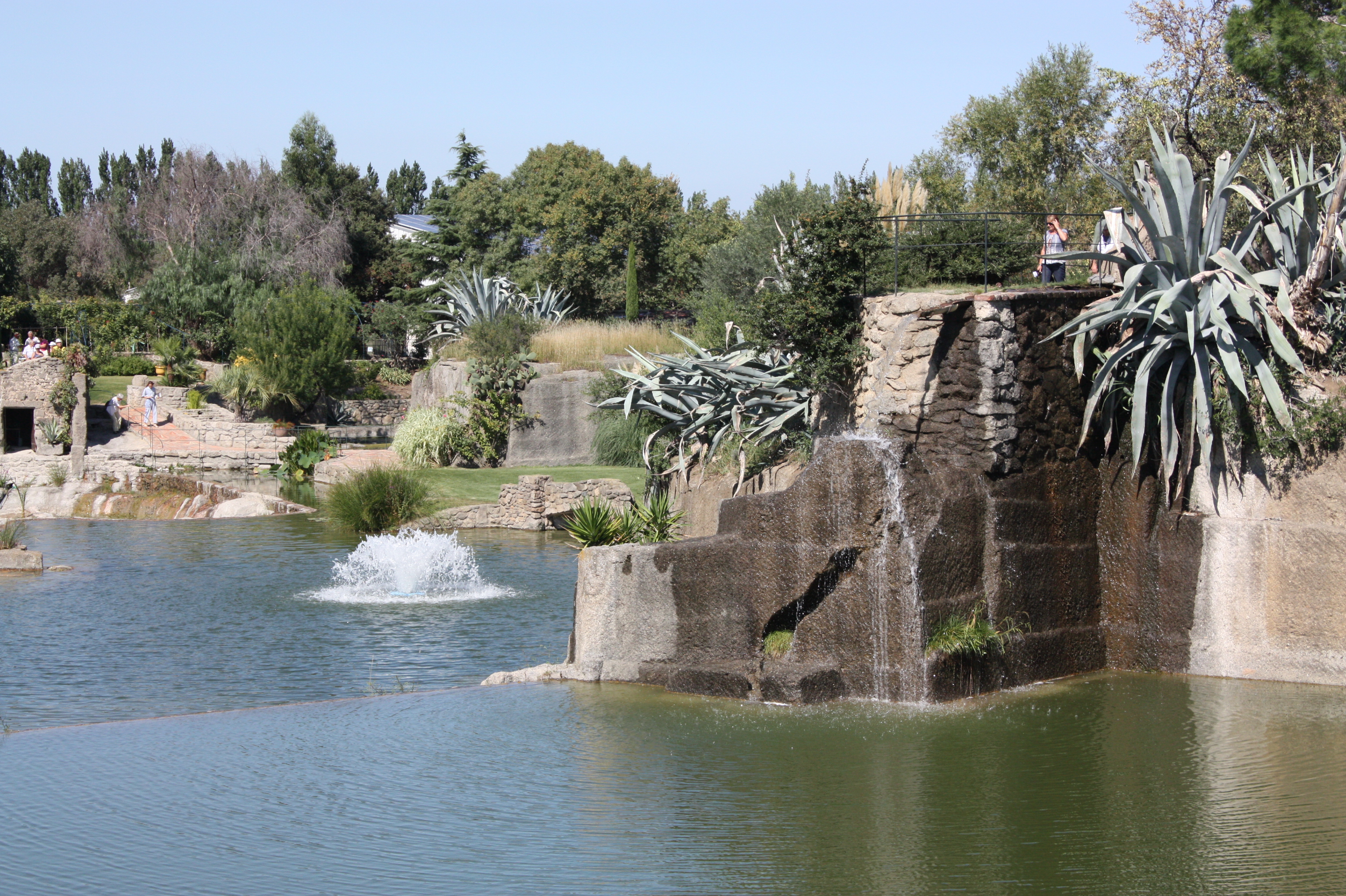
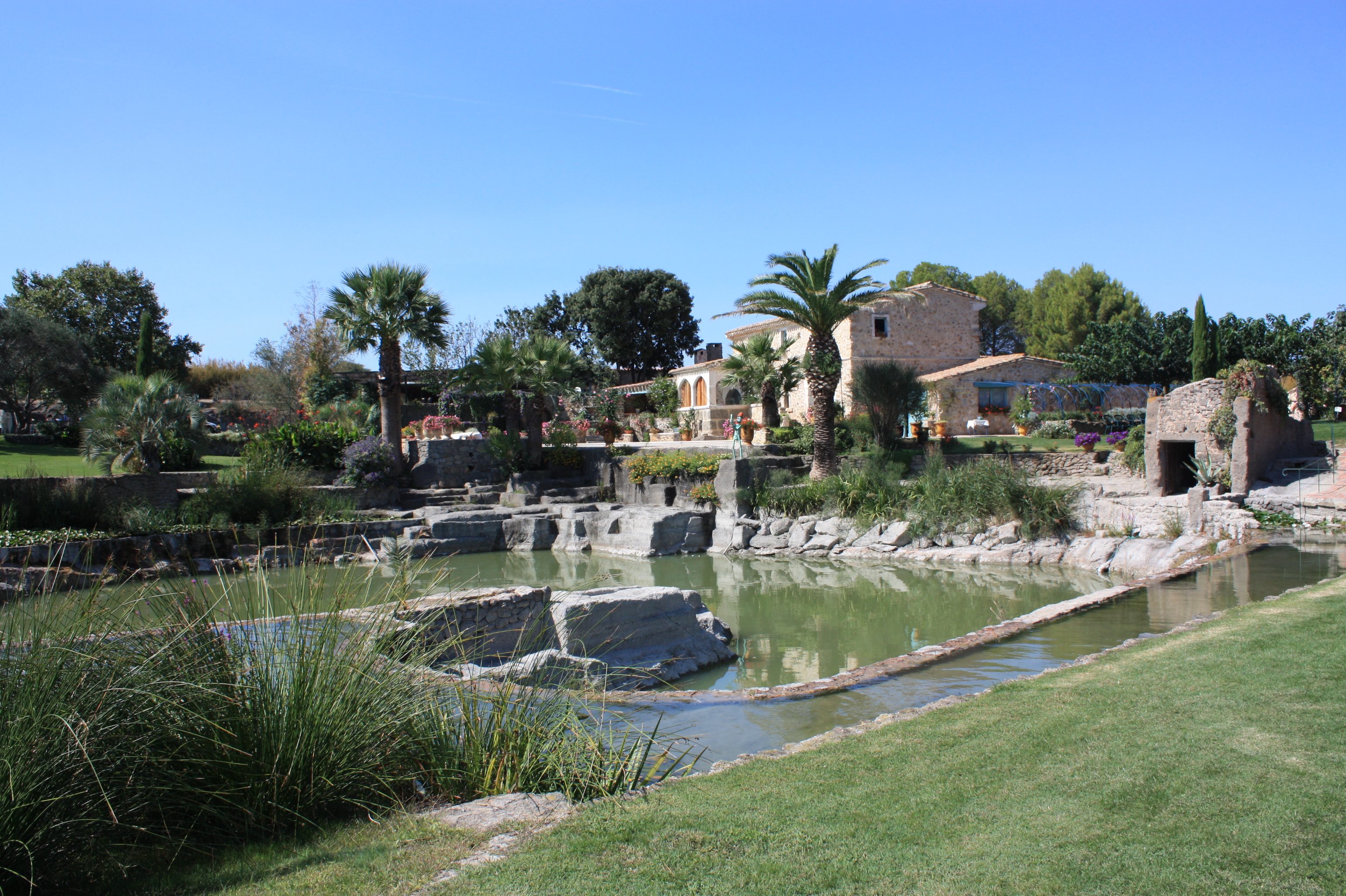
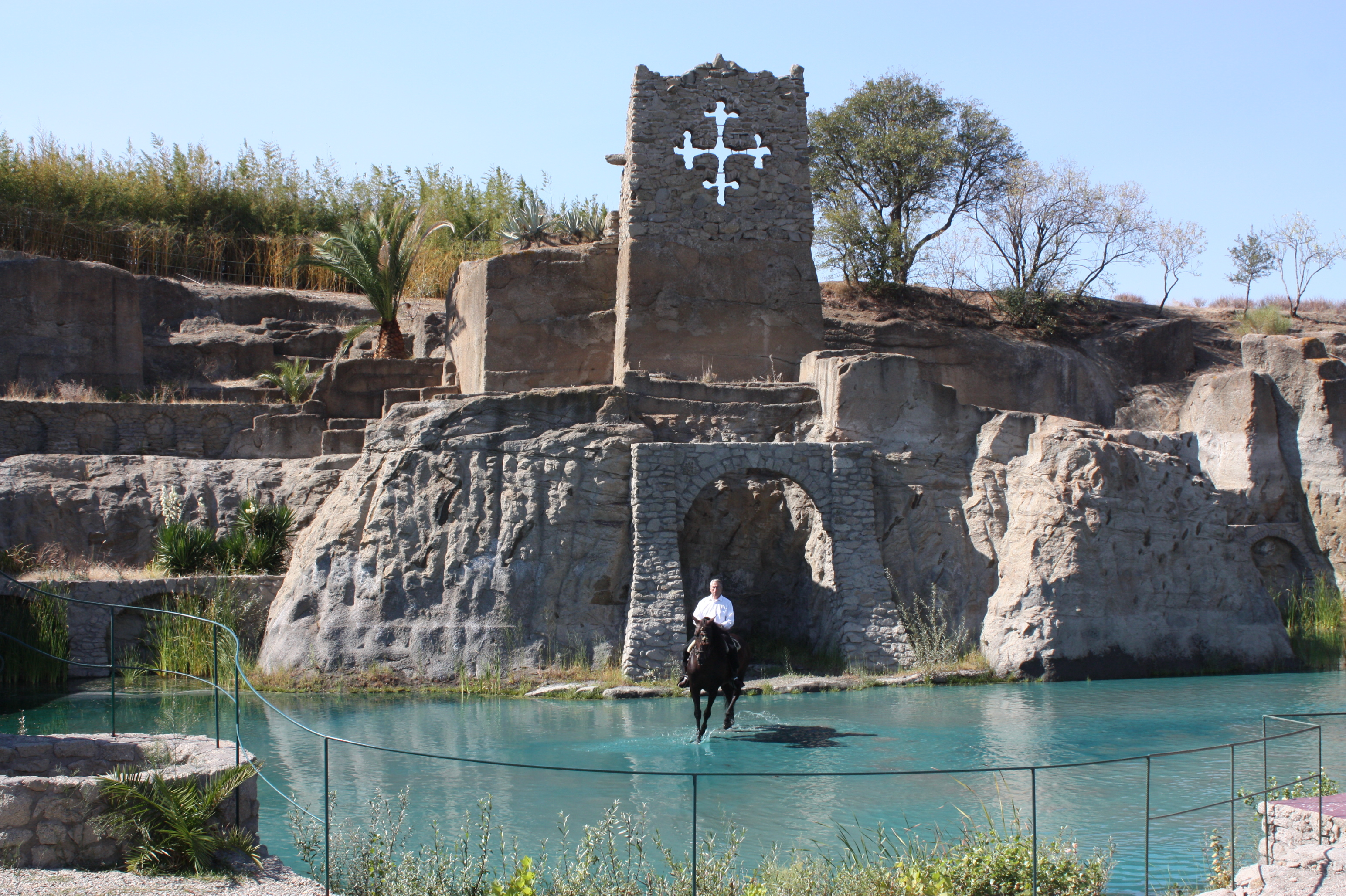

### Ornithologie
Le jardin de Saint-Adrien abrite un couple de grand-ducs, espèce hautement protégée. Ces oiseaux se reproduisent à l'abri des arbres et bâtiments. Le couple niche dans un donjon reconstitué, le voisinage du plan d'eau étant un élément favorable à l'oiseau de proie nocturne. De nombreux passereaux, des cygnes, des gibiers d'eau et autres migrateurs fréquentent les plans d'eau et leurs alentours[source insuffisante].

### Statues
En bordure d'un bassin, a été sculptée et modelée la statue d'une jeune fille allongée : la fontaine de Philia, déesse grecque de l'amitié, pourvue d'une chevelure végétale[source insuffisante].

### Techniques des anciens carriers
Le fascicule des auteurs et leur site internet présentent une reconstitution des techniques anciennes des carriers. Il subsistait sur le site une ancienne cabane où devaient être entreposés des escoudes, des masses et des coins. Lors de la visite, une simulation technique est montrée[source insuffisante].

## Distinctions
Cette réalisation a obtenu divers labels :
- Jardin remarquable (Ministère de la culture)[1][source insuffisante] ;
- Prix Bonpland en 2000[1][source insuffisante] ;
- Top cinq des Parcs de France[1][source insuffisante] ;
- Label sites d'exception en Languedoc[1],[4][source insuffisante],
- France 2 : lauréat 2013 de l'émission Le jardin préféré des Français[2].